# Форми кристалів

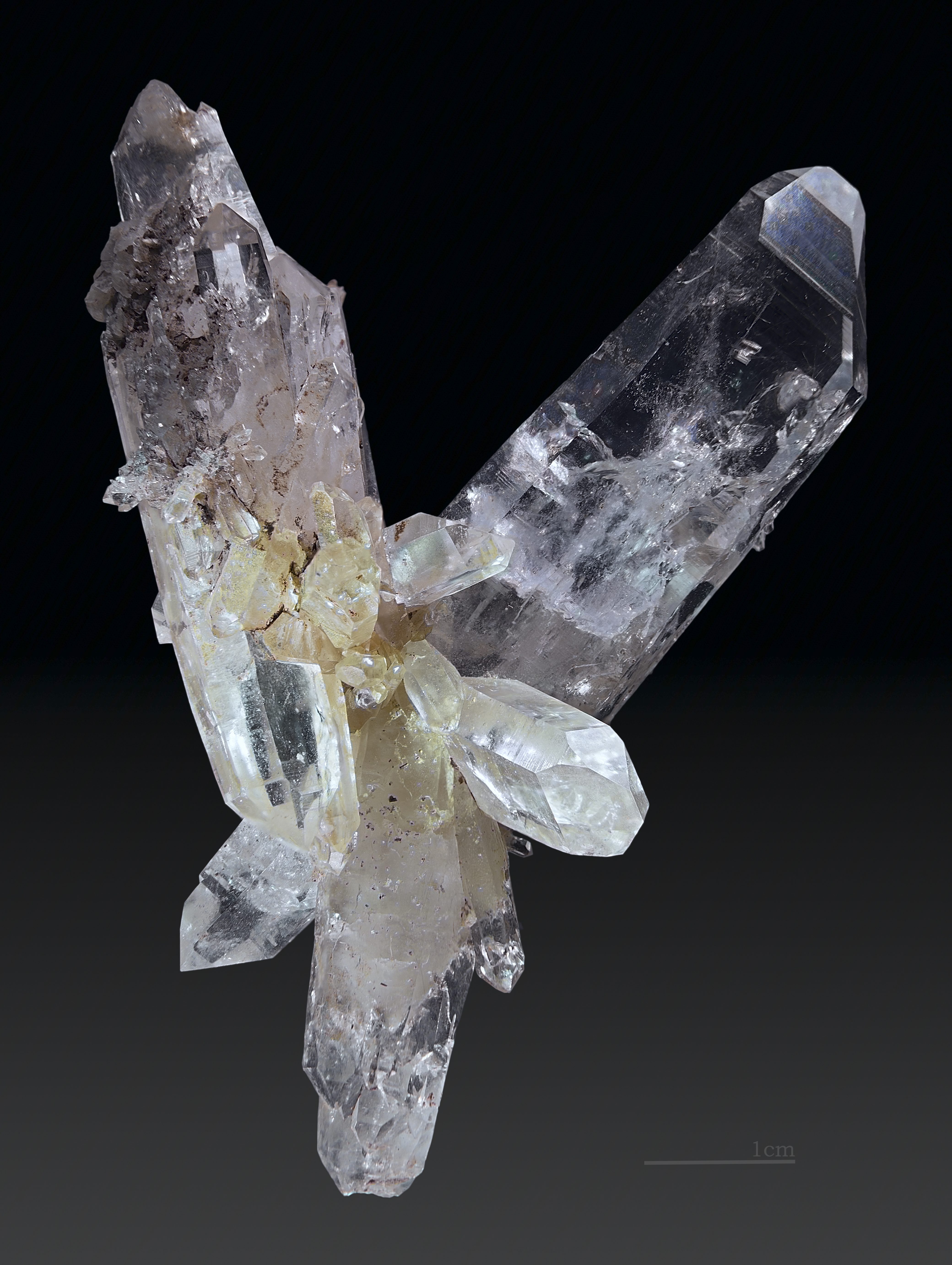
Кристал кварцу.

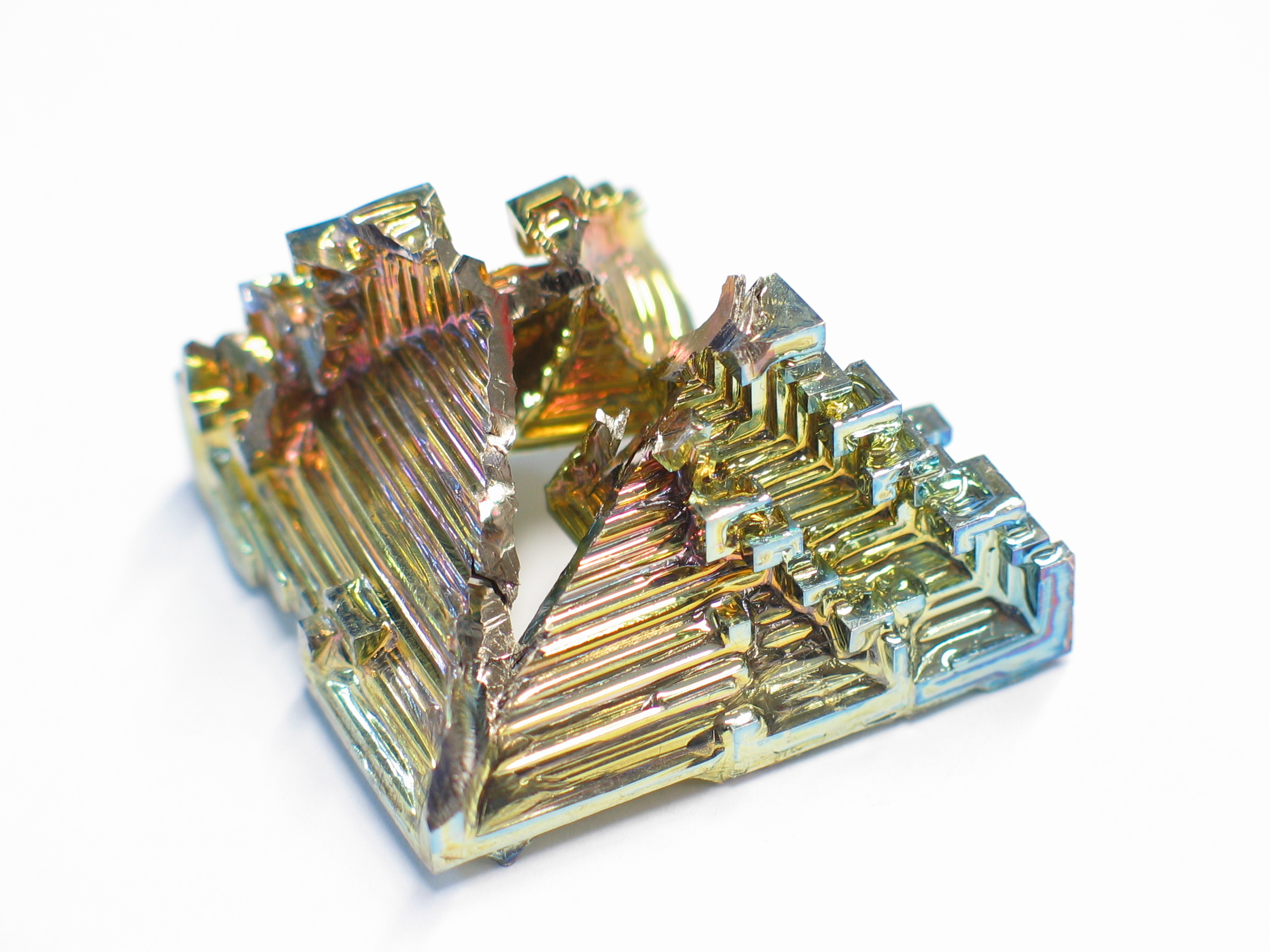
Штучний кристал бісмуту

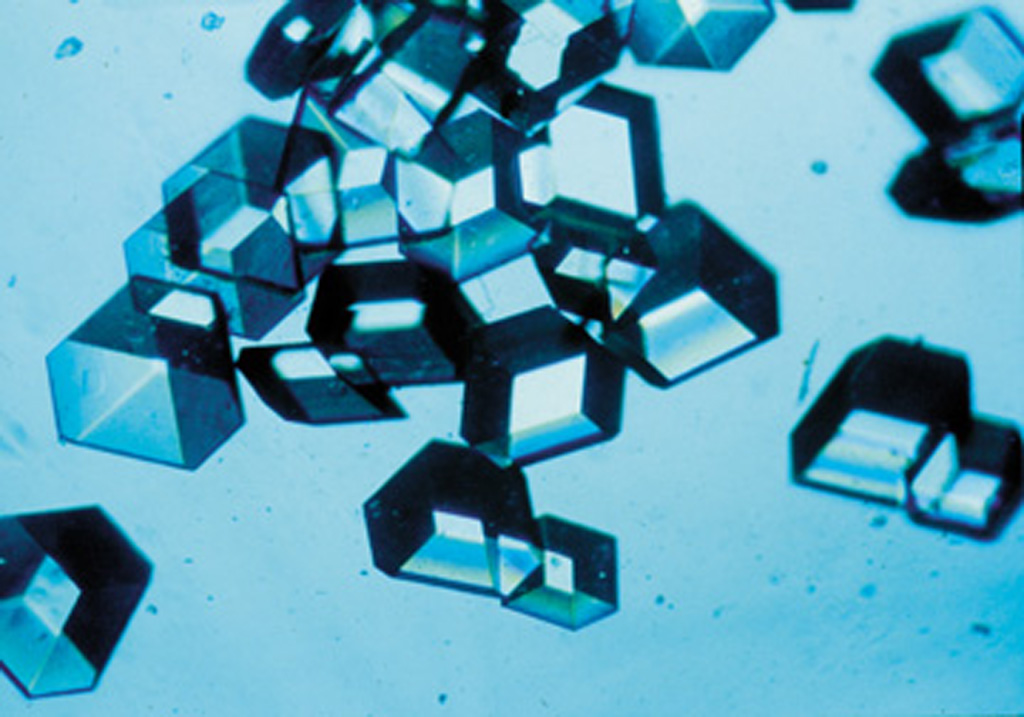
Кристал інсуліну

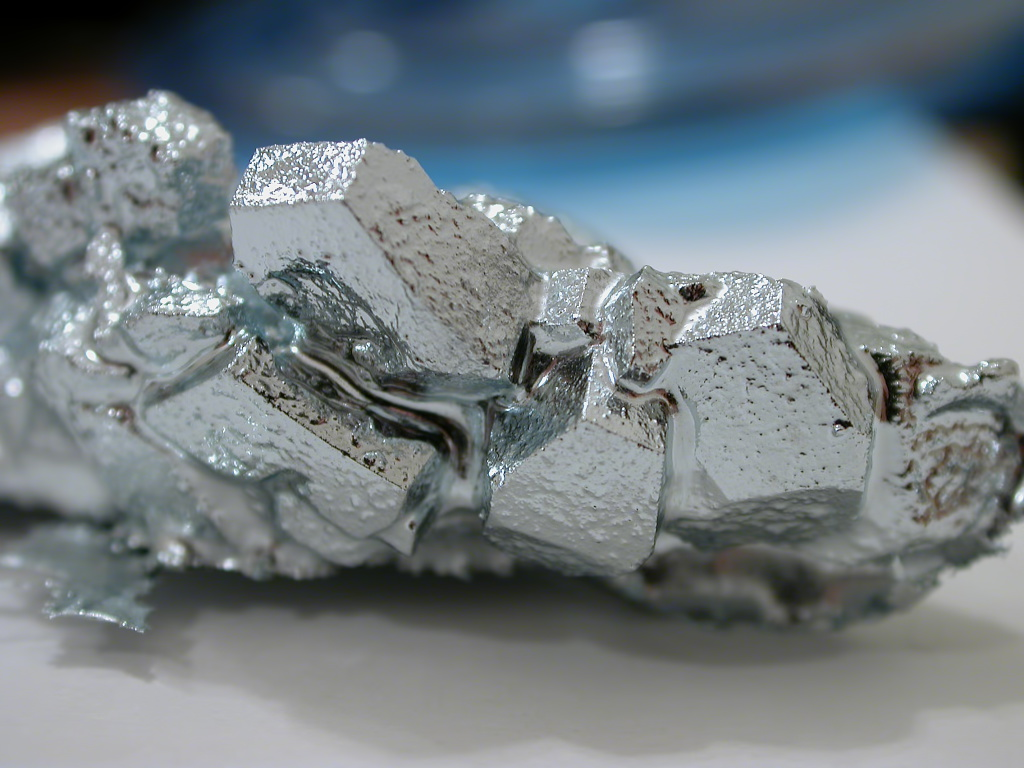
Кристал галію

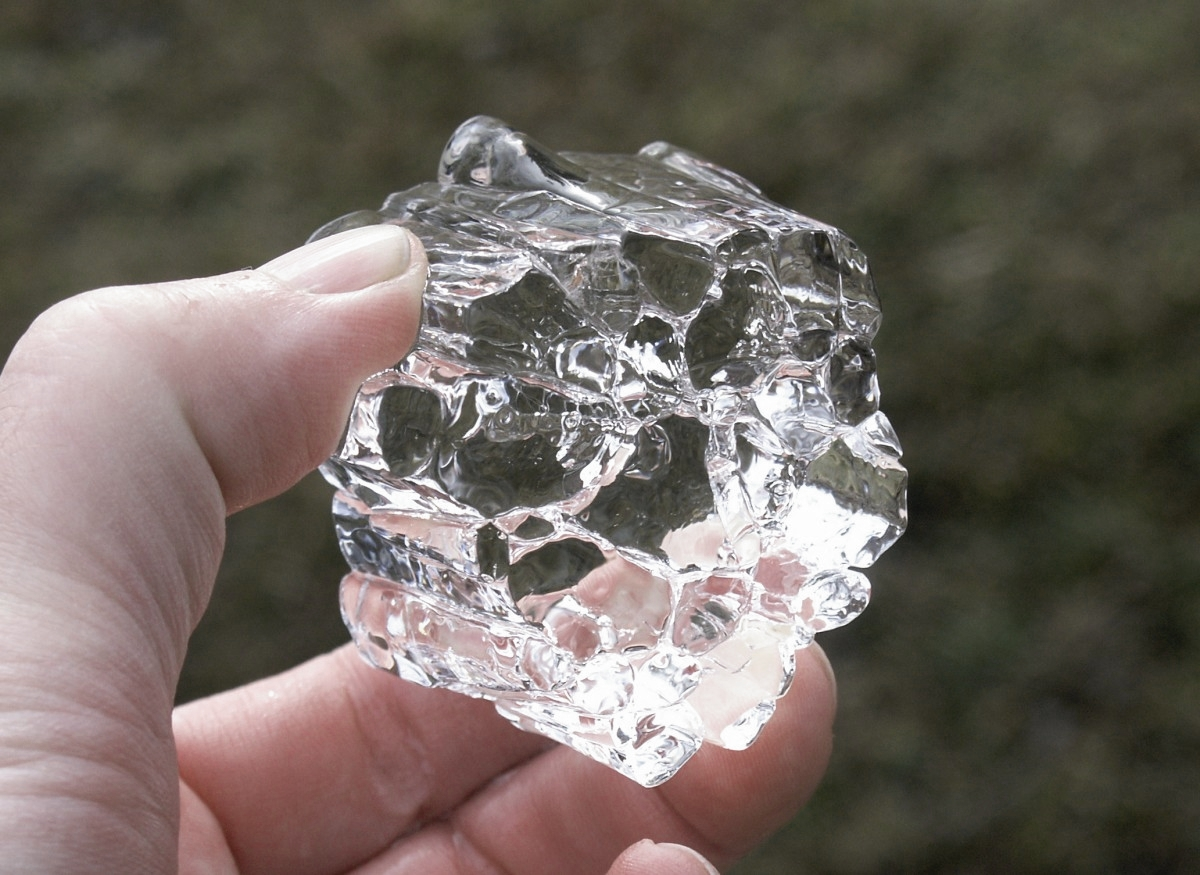
Полікристал льоду

Форми кристалів (рос. форма кристалла, англ. crystalform, нім. Kristallform f) — у мінералогії, — сукупність усіх граней кристалу. Форми бувають прості і комбіновані.

## Окремі різновиди
- ФОРМА ЗАГАЛЬНА — проста форма кристалу, грані якої розміщені косо (за винятком деяких простих форм кубічної сингонії) по відношенню до всіх осей і пл. симетрії.
- ФОРМА КОМБІНОВАНА — форма кристалу, що складається з двох або кількох форм простих.
- ФОРМА ОКРЕМА — форма проста, грані якої перпендикулярні або паралельні хоч би одній осі чи пл. симетрії або розміщені симетрично відносно двох чи кількох однакових осей або пл. симетрії.
- ФОРМА ПРОСТА — форма кристалу, всі грані якої зв'язані одна з одною елементами симетрії, тобто всі грані якої можуть бути виведені з однієї за допомогою елементів симетрії. Розрізняють Ф.п. вершинну, двійникову, загальну, реброву.
- ФОРМА ПРОСТА ВЕРШИННА — сукупність вершин кристалу, зв'язаних між собою елементами його симетрії.
- ФОРМА ПРОСТА ДВІЙНИКОВА — сукупність граней індивідів двійників, зв'язаних елементами двобарвної (чорно-білої) симетрії двійників. Розрізняють двобарвні форми з суцільними («чорними» або «білими») гранями і з складеними «чорно-білими» гранями. Вони бувають із вхідними кутами і без них. Всі форми, однакові за кількістю граней, їх забарвленням, обрисом і взаємним розміщенням, належать до однієї простої двійникової форми. Загальна кількість простих двійникових форм — 147.
- ФОРМА ПРОСТА ЗАГАЛЬНА — форма проста, грані якої розміщені скісно відносно всіх осей і пл. симетрії.
- ФОРМА ПРОСТА РЕБРОВА — сукупність ребер кристалу, зв'язаних між собою його симетрією.
- ФОРМА РІВНОВАЖНА — форма кристалу, яка при даному об'ємі відповідає мінімуму поверхневої енергії. Під час росту кристал намагається набути саме такої форми.
- ФОРМА РОЗЧИНЕННЯ — форма, яка утворюється при розчиненні кристалу, внаслідок чого останній має заокруглені (вигнуті й угнуті) грані.